# Schupfnudel

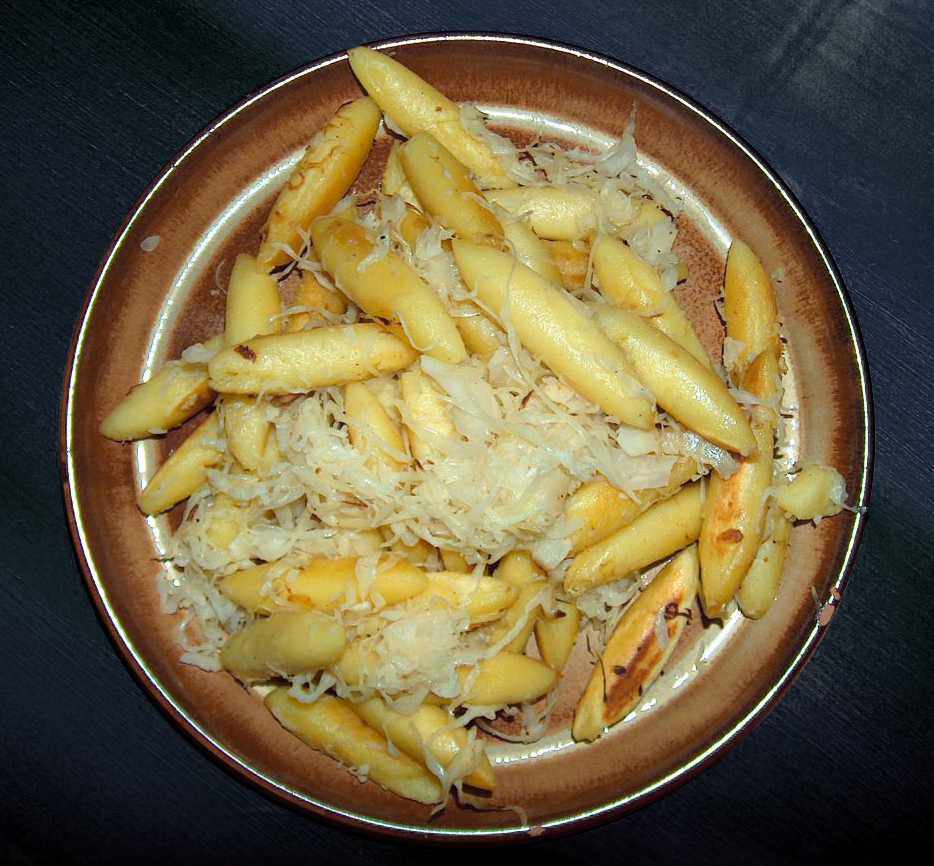
Schupfnudeln amb xucrut

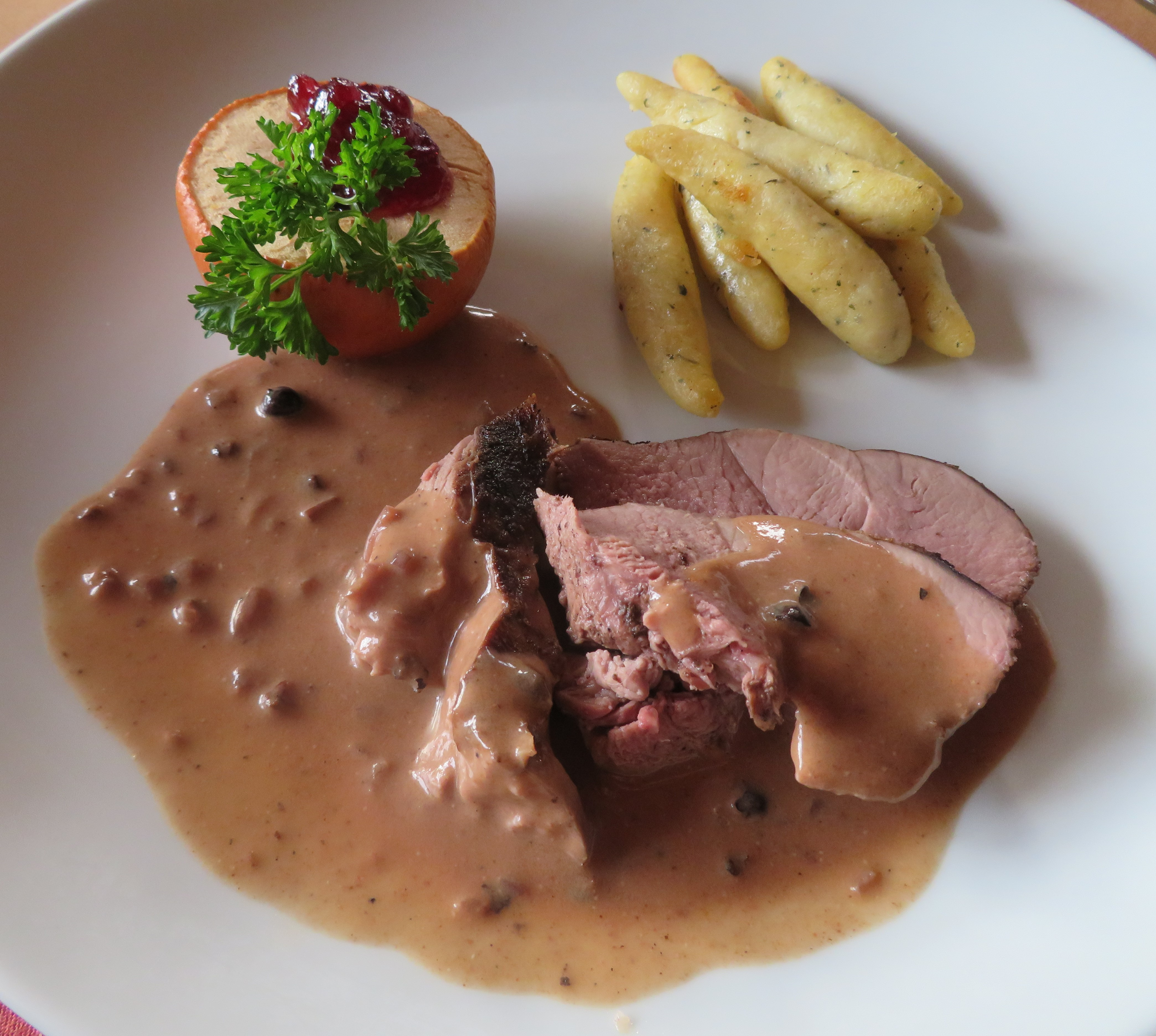
Schupfnudeln com a guarnició amb cuixa de cérvol en salsa de crema de ginebre

Els Schupfnudeln (també coneguts com a Fingernudeln o Škubánky) són un plat tradicional de la cuina txeca, del sud d'Alemanya i d'Àustria. Aquest plat es presenta amb diversos noms, receptes i variacions regionals, elaborat inicialment amb farina de sègol o de blat i ou. Des del segle XVII, amb la introducció de la patata, també es preparen amb massa de patata.
Es caracteritzen per ser fets manualment. Habitualment se serveixen amb xucrut, tot i que n'existeixen nombroses variants, fins i tot de dolces. Per la textura i preparació, són comparables als nyoquis.

## Etimologia
La paraula Nudel ("pasta") era originalment una variació de Knödel (vegeu Dampfnudel). El nom Schupf- o Fingernudel (literalment «pasta rodona» o «pasta en forma de dit») es refereix a la forma i l’aspecte de la pasta, no a la seva composició. La paraula Schupf prové de schupfen, que dialectalment significa «enrotllar» o «fer rodar».

## Origen
Els Schupfnudeln ja eren coneguts com a plat dels mercenaris (Landsknechte) durant la Guerra dels Trenta Anys. Els soldats elaboraven aquestes pastes allargades amb la ració de farina i aigua que se’ls assignava. Amb la introducció i el cultiu de la patata al segle XVII a Alemanya, la recepta es va ampliar, i segons la regió van sorgir diverses versions i mètodes de preparació.
Els escrits dels segles XVIII i XIX mencionen els Schupfnudeln (també coneguts com Schubnudeln, Schoppnudeln o Schopfnudeln), que no només es preparaven per al consum humà, sinó també per a l’engreix d’aus de corral. S’elaboraven salsitxes de massa de la mida d’un dit i es feien empassar a oques, ànecs o capons per tal d’engreixar-los. També es documenten referències als Fingernudeln (pastes en forma de dit) des del segle XVIII en diverses fonts escrites.

## Noms regionals

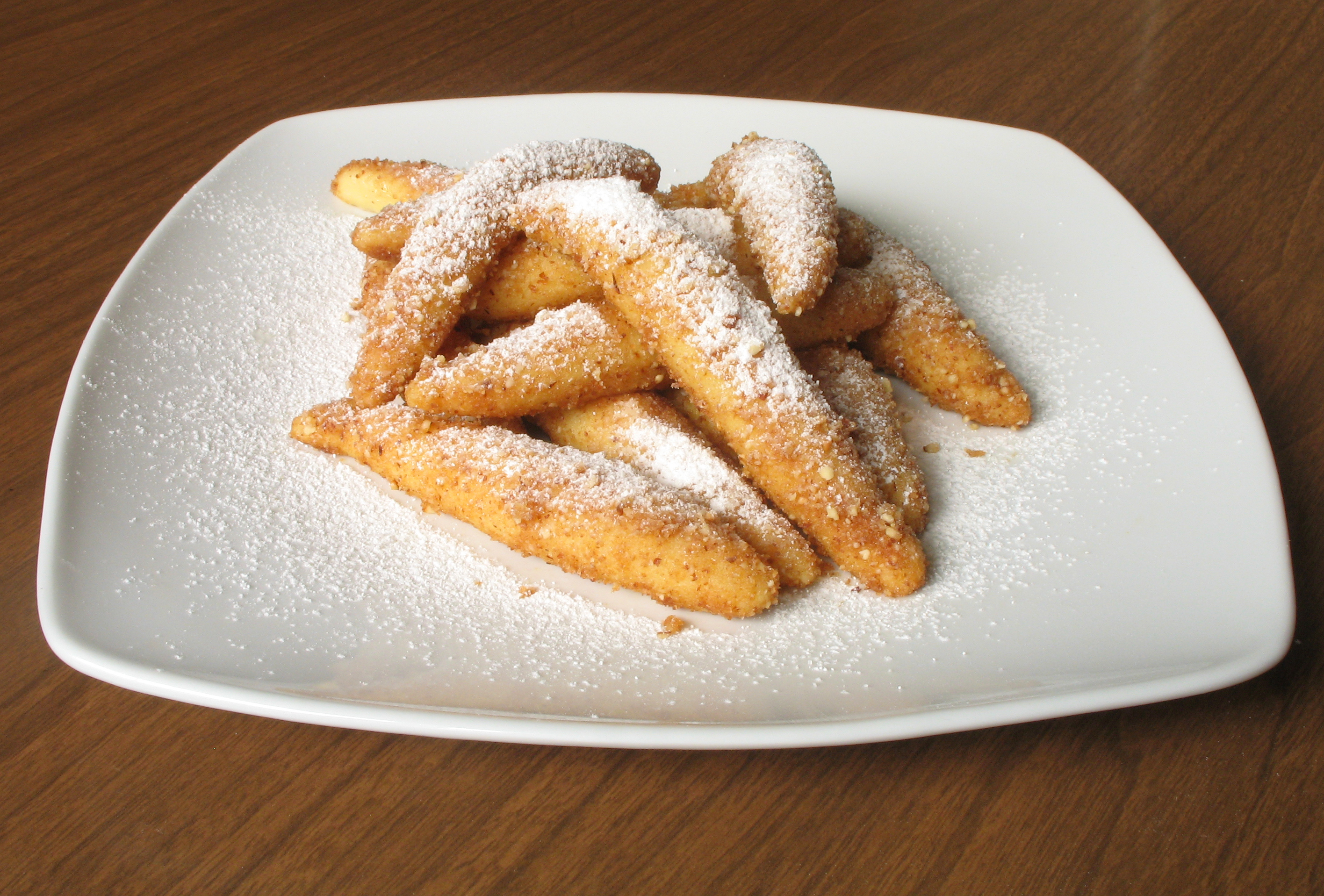
Schupfnudel, versió dolça amb molles de mantega i sucre en pols

Els Schupfnudeln són típics de la cuina de Baden i Suàbia. A la cuina del Palatinat i també a la cuina alemànica es fa servir la denominació Bubespitzle i Baunzen.
A la cuina de la baixa Baviera, els Schupfnudeln també són coneguts com Fingernudeln, Dràdewixpfeiferl o Kartoffel- o Erdepfebaunkerl, mentre que a l'alta Baviera també es diuen Schopperla o Schoppalla. A la cuina de Vorarlberg, reben el nom de Grumpieranüdile. A l'Odenwald, es diuen Krautnudeln, mentre que al Palatinat s'anomenen Buwespitzle.
A Francònia són més prims i punxeguts i solen rebre el nom de Bauchstecherla. A Würzburg, el nom Stöpferle es deriva de l'ús de la premsa per a patates i també és habitual al nord de Baden.
A la cuina austríaca, txeca i a vegades també a Baviera, els Schupfnudeln se solen fer dolços, amb llavors de rosella, i reben el nom de Mohnnudeln o Schulanky, mentre que en txec es diuen Šulánky o Škubánky.

## Preparació
No hi ha una recepta universalment autèntica, sinó moltes maneres de preparar-ho que varien fortament segons la regió, sovint amb l'aspiració universal de ser originals i autèntiques.
Aquesta diversitat també es reflecteix en la literatura especialitzada. Així, el diccionari Duden escriu que es "fregeixen en greix", mentre que Ludwig Zehetner, en el seu diccionari bavarès, afirma que es "couen en aigua salada".
Una recepta senzilla utilitza pot fer servir només farina de sègol i aigua per a la massa. Però, també es poden utilitzar patates, farina de blat, sal i ou. De la massa se sol fer un rotlle llarg i prim, tallat en trossos que formen amb les mans. La forma exacta pot variar; per exemple, el Schupfnudeln del sud de Baviera solen ser més fins i llargs. Després es couen uns minuts en aigua o es fregeixen. També es poden enrossir en una paella.
Es poden servir de maneres molt variades, com ara amb mantega i sàlvia, amb xucrut i cansalada fumada o bé dolces amb llavors de rosella o sucre i canyella. També es poden menjar amb compota de poma. La clau és que els Schupfnudel absorbeixin l'aroma dels altres ingredients. Poden ser tant un acompanyament com l'ingredient principal d'un plat.